# Kraagtowie
De kraagtowie (Pipilo ocai) is een zangvogel uit de familie Emberizidae (gorzen).

## Verspreiding en leefgebied
Deze soort is endemisch in Mexico en telt 5 ondersoorten:
- P. o. alticola: westelijk Mexico.
- P. o. nigrescens: centraal Mexico.
- P. o. guerrerensis: zuidwestelijk Mexico.
- P. o. brunnescens: zuidelijk Mexico.
- P. o. ocai: het oostelijke deel van Centraal-Mexico.